# رؤیا دیدن (ترانه بلوندی)
«رؤیا دیدن» (انگلیسی: Dreaming) ترانهٔ شمارهٔ یک چهارمین آلبوم استودیویی گروه موسیقی بلاندی، با آهنگ بخور، است و به عنوان تک‌آهنگ اصلی از آلبوم، هم در ایالات متحده و هم در بریتانیا عرضه شد و در جدول موسیقی تک‌آهنگ‌های بریتانیا به رتبهٔ دو رسید. این آهنگ را دبی هری و کریس استین، گروه اصلی ترانه‌سرایی بلاندی، نوشتند.

## فهرست آهنگ‌ها
‎UK 7" (CHS 2359, سپتامبر ۱۹۷۹)‎
1. «Dreaming» (دبرا هری، کریس استین) – ۳:۰۸
2. «Sound-A-Sleep» (هری، استین) – ۴:۱۸

‎US 7" (CHS 2379, سپتامبر ۱۹۷۹)‎
1. «Dreaming» (دبرا هری، کریس استین) – ۳:۰۸
2. «Living in the Real World» (جیمی دستری) – ۲:۵۳

## جدول موسیقی
| جدول (۱۹۷۹)  | حد رتبه |
| ------------ | ------- |
| بریتانیا     | ۲       |
| کانادا       | ۶       |
| نروژ         | ۶       |
| زلاند نو     | ۹       |
| هلند         | ۱۸      |
| اتریش        | ۱۸      |
| سوئد         | ۱۹      |
| آلمان        | ۲۶      |
| ایالات متحده | ۲۷      |
| استرالیا     | ۵۳      |

## نسخه‌های تقلیدی و نمودها در سایر رسانه‌ها
اسمشینگ پامپکینز از این ترانه در باکس-ست سال ۱۹۹۶ خود، هواپیما در ارتفاع بالا پرواز می‌کند، تقلید کردند. نوازندهٔ بیس، D'Arcy Wretzky، و خواننده، بیلی کورگن، کارهای صدایی را در این ترانه تقسیم کردند. نسخهٔ تقلیدی، ضرب‌آهنگی متفاوت داشت، که بسیار کند بود و برجای‌ماندهٔ هیپ-هاپ.
پوزیز، از این ترانه در یک اجرای رادیویی زنده تقلید کردند. نسخهٔ آن‌ها در باکس-ست سال ۲۰۰۰ آن‌ها، «حداقل در پایان»، وجود دارد.
یو لا تنگو از این ترانه در آلبوم چند هنرمندی سال ۱۹۹۲ با عنوان آزادی انتخاب تو: آهنگ‌های موفق موج نو دیروز آن‌طور که به وسیلهٔ ستارگان امروز اجرا شده‌اند.
امی اسپیس از این ترانه در آلبوم سال ۲۰۰۶ خود، آهنگ‌ها برای خیابان روشن، در سبک کانتری تقلید کرد.